# إسماعيل إبرير
إسماعيل إبرير لاعب كرة قدم جزائري ولد في 28 مارس 1932 بالأبيار (الجزائر العاصمة).
من عائلة رياضية، فهو الأخ الصغير لحارس المرمى الدولي عبد الرحمان إبرير.
انتقل إلى نادي لوهافر في سنة 1956. النادي كان ينشط في البطولة الفرنسية الدرجة الثانية، ولعب معه إسماعيل 10 مباريات ولينهي النادي الموسم في المرتبة الثامنة. في الموسم التالي لعب إسماعيل مبارتين فقط قبل التحاقه بفريق جبهة التحرير الوطني لكرة القدم ليساهم رفقة زملائه اللاعبين الجزائريين في الكفاح من أجل استقلال الجزائر عن الاحتلال الفرنسي. وبعد استقلال الجزائر في سنة 1962 تحول إلى مدرب وأشرف على مجموعة من الفرق الصغيرة الجزائرية. ليعتزل الكرة سنة 1976.

## الاحصائيات
| النادي        | الموسم                         | لبطولة    | لبطولة  | الكأس     | الكأس   | المجموع   | المجموع |
| النادي        | الموسم                         | المباريات | الأهداف | المباريات | الأهداف | المباريات | الأهداف |
| ------------- | ------------------------------ | --------- | ------- | --------- | ------- | --------- | ------- |
| نادي لوهافر   | البطولة الفرنسية د.2 1956-1957 | 10        | 0       | 0         | 0       | 10        | 0       |
| نادي لوهافر   | البطولة الفرنسية د.2 1957-1958 | 2         | 0       | 0         | 0       | 2         | 0       |
| المجموع الكلي | المجموع الكلي                  | 12        | 0       | 0         | 0       | 12        | 0       |

## الألقاب
- فائز البطولة الفرنسية د.2 لموسم 1957-1958.

## وصلات خارجية
- إسماعيل إبرير على موقع قاعدة بيانات كرة القدم.إي يو (الإنجليزية)
- "بطاقة عن اللاعب". www.footballdatabase.eu. مؤرشف من الأصل في 2016-06-29. اطلع عليه بتاريخ 14 /4/ 2010. {{استشهاد ويب}}: تحقق من التاريخ في: |تاريخ الوصول= (مساعدة)
- "بطاقة عن اللاعب". www.footmercato.net. مؤرشف من الأصل في 2019-12-08. اطلع عليه بتاريخ 14 /4/ 2010. {{استشهاد ويب}}: تحقق من التاريخ في: |تاريخ الوصول= (مساعدة)
- "بطاقة عن اللاعب". www.playerhistory.com. مؤرشف من الأصل في 2016-03-05. اطلع عليه بتاريخ 14 /4/ 2010. {{استشهاد ويب}}: تحقق من التاريخ في: |تاريخ الوصول= (مساعدة)